# Argentière
Pour les articles homonymes, voir Argentière (homonymie).
Argentière est un village français situé dans le département de la Haute-Savoie. Situé à environ 1 250 mètres d'altitude, Argentière fait partie de la commune de Chamonix-Mont-Blanc.

## Géographie

### Origine du nom
Le nom Argentière viendrait d'une mine d'argent située près de là.

### Situation

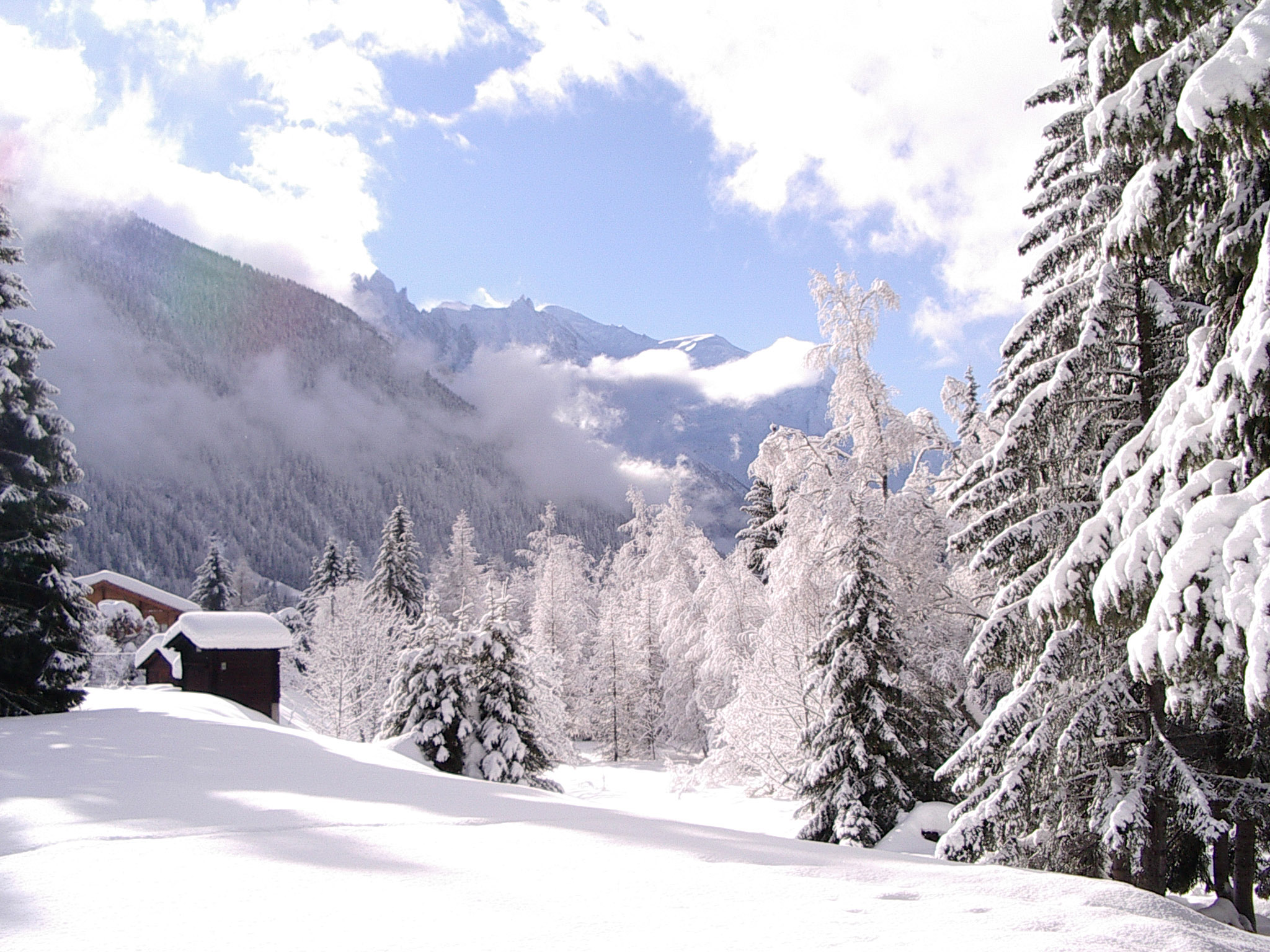
La vallée de Chamonix en hiver au niveau d'Argentière.

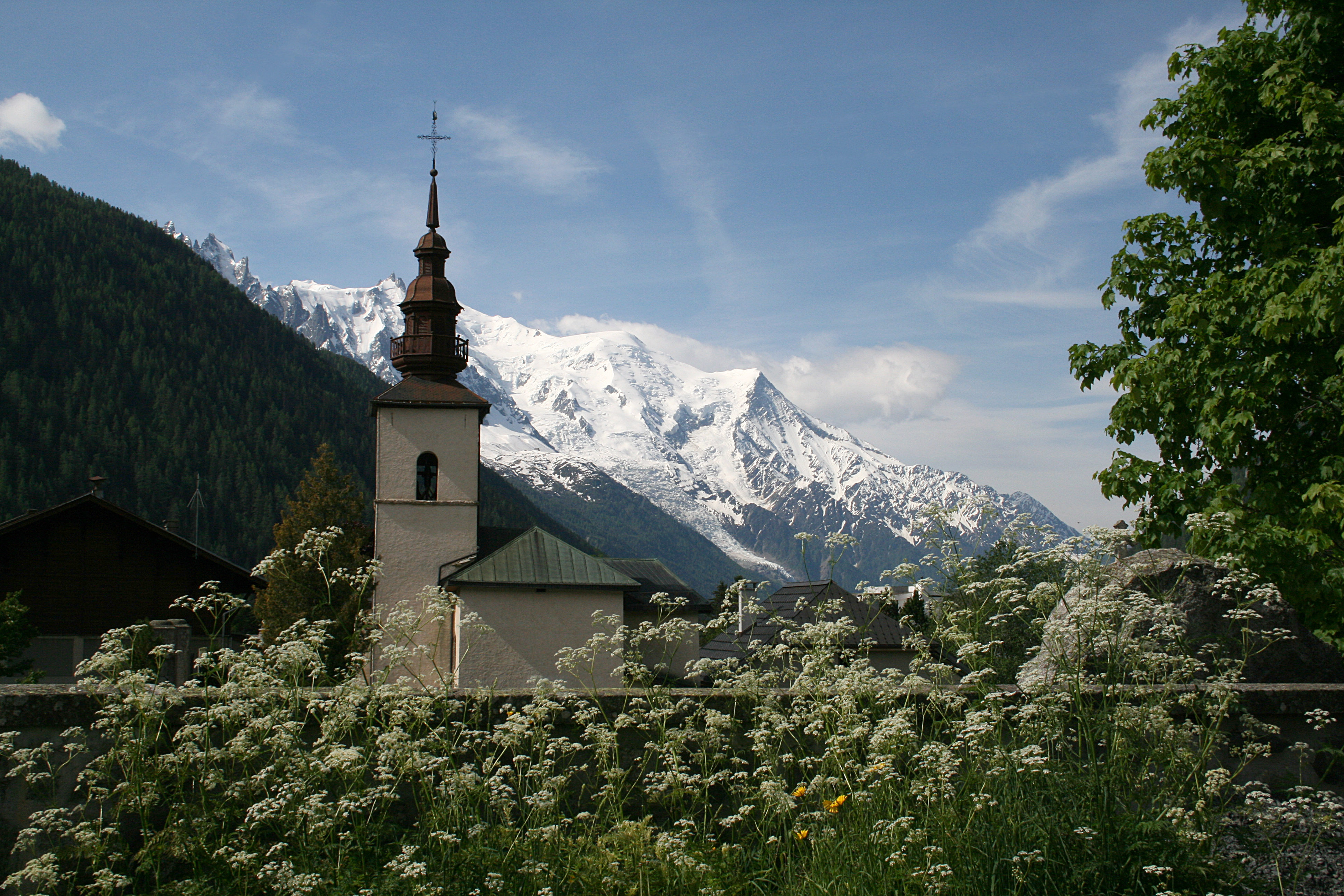
L'église Saint-Pierre d'Argentière et le mont Blanc en arrière-plan.

Il s'agit d'une station de ski l'hiver, en particulier sur le domaine des Grands Montets. L'été, la station attire de nombreux randonneurs, notamment dans le cadre du tour du Mont-Blanc.
Argentière est relié à la commune de Vallorcine et à la Suisse par l'intermédiaire du col des Montets où se situe le chalet d'accueil de la réserve naturelle des Aiguilles Rouges.
Le village est dominé par le glacier d'Argentière. Ce dernier a été l'épicentre du séisme du 8 septembre 2005 (4,6 sur l'échelle de Richter). Le sommet du Peclerey surplombe le village.

### Transports
Argentière est desservie par la ligne Saint-Gervais - Vallorcine. Au 84 rue Charlet Straton à une centaine de mètres du centre, est située la gare d'Argentière de la SNCF desservie par des trains TER Rhône-Alpes.
Argentière est situé tout près de grands espaces de ski comme le domaine de Balme (situé en partie sur la commune de Vallorcine) et la Vormaine adapté aux petits et aux débutants (Le Tour). Il y a aussi le domaine de Lognan (Grands Montets) où les pistes sont les plus difficiles (dont des pistes noires). Argentière est donc un village très pratique par rapport aux transports car le cœur du village est à environ cinq à dix minutes en voiture des pistes.

## Lieux et monuments
- L'église Saint-Pierre d'Argentière date du XVIIIe siècle[3]. Elle est une des plus belles églises de style baroque, caractéristique de l'époque où le duché de Savoie  était culturellement tournée vers l'Italie du Nord où travaillaient de nombreux ouvriers saisonniers originaires de la vallée de Chamonix. Le magnifique tabernacle doré fut commandé et transporté par le col du Grand Saint Bernard depuis Venise. On remarquera aussi le beau tableau de l'Adoration des rois mages placé au-dessus du maître autel. Les statues baroques sont caractéristiques de la piété de l'époque, avec des statues de saint François de Sales (1567-1622)  évêque de Genève (en résidence à Annecy), docteur de l’Église, auteur de l'introduction à la vie dévote et du traité de l'Amour de Dieu (1616) et de sainte Jeanne de Chantal, fondatrice en 1612 de l'ordre religieux des Visitandines originaire d'Annecy.
- Au XVIIIe siècle, Argentière dépendait du prieuré bénédictin de Chamonix. L'ancien presbytère a été acquis par la Mairie.
- Le temple protestant fut construit en bois au début du XXe siècle sur le chemin dit du « petit bois ».
- Le cimetière contient les tombes de certains des plus grands guides français et notamment la tombe d'Armand Charlet.
- Mairie et Office du tourisme
- Départ du téléphérique des Grands Montets
- Nombreux sentiers naturels de randonnées (vers le Lac Blanc, les Aiguilles Rouges, le cirque du glacier d'Argentière dit "le jardin d'Argentière"), et d'escalade, notamment vers le Chardonnet et le Tournoir.
- Les hôtels anciens des Glaciers et de Bellevue témoignent d'une activité touristique active dès les premières années du XXe siècle
- De nombreux villages anciens gravitent dans le sillage culturel et commercial d'Argentière : Les Chosalets et Lioutraz en aval, les beaux villages ensoleillés des Frasserands et de Montroc, en amont, ainsi que le village du Tour, départ du téléphérique du col de Balme.
- Gare SNCF, Poste